# Municipio de Salem (condado de Shelby)
El municipio de Salem (en inglés: Salem Township) es un municipio ubicado en el condado de Shelby en el estado estadounidense de Ohio. En el año 2010 tenía una población de 2224 habitantes y una densidad poblacional de 32,08 personas por km².

## Geografía
El municipio de Salem se encuentra ubicado en las coordenadas 40°21′51″N 84°3′59″O / 40.36417, -84.06639. Según la Oficina del Censo de los Estados Unidos, el municipio tiene una superficie total de 69.33 km², de la cual 68,77 km² corresponden a tierra firme y (0,8 %) 0,56 km² es agua.

## Demografía
Según el censo de 2010, había 2224 personas residiendo en el municipio de Salem. La densidad de población era de 32,08 hab./km². De los 2224 habitantes, el municipio de Salem estaba compuesto por el 98,25 % blancos, el 0,45 % eran afroamericanos, el 0,04 % eran amerindios, el 0,49 % eran asiáticos, el 0,09 % eran de otras razas y el 0,67 % eran de una mezcla de razas. Del total de la población el 0,63 % eran hispanos o latinos de cualquier raza.